# 漆原進
漆原 進（うるしばら すすむ、1916年9月6日 - 没年不明）は、台湾出身のプロ野球選手（内野手、左翼手）。戦後、野崎 進一郎（のざき しんいちろう）と改名した。

## 来歴・人物
台北州立台北工業学校（現：国立台北科技大学）時代は、1932年夏の甲子園に出場（2回戦の熊本工戦に代打で出場し、左飛に倒れた）。チームメイトに茅野秀三、茅野健一がいる。
1936年に大東京軍の結成に参加。直ぐにレギュラーの座を掴み、チームの主力選手になった。1937年、春季リーグ途中の7月2日にイーグルスへ移籍。1937年秋季と1938年春季は全試合出場。1940年6月1日に金鯱に移籍し、同年末に現役引退した。
戦後、野崎進一郎と改名し、社会人野球の神戸クラブに所属。1950年の第21回都市対抗野球大会に二塁手として出場した（初戦で日本通運四国に2-3で惜敗）。その後、徳島県立鳴門高等学校の監督に就任し、1954年の春の甲子園ではチームをベスト8に導く活躍を見せた。教え子に八田正（のち大映などでプレー）がいる。
現役時代は、様々な珍記録を残した。1936年10月24日の大阪戦（宝塚球場）では5回二死満塁の場面で、2ストライク2ボールとした後の大阪の投手・藤村富美男の投球を球審の二出川延明はボールと判定、これを漆原がカウントを間違えて四球として一塁に歩き出し、審判や両軍の選手なども気づかないまま、走者もそれぞれ歩き出し、三塁ランナ－水谷則一も本塁に生還する、がここでボールカウントの間違いに気付き、漆原を打席に戻したものの、インプレー中だった為、走者を戻す事が出来ず3走者の進塁が認められる事となり、水谷の得点が認められ、漆原の打席はやり直しとなり三振に倒れている。言わば、日本プロ野球史上初のボールカウント間違いとなった事件であった（詳細は、二出川延明#エピソード参照）。1936年秋季シーズンには最多死球を記録。また、1938年6月1日のライオン軍戦（後楽園球場）では、1937年8月29日の柳沢騰市（奇しくも、1936年秋～1937年春途中までチームメイトだった）以来となるプロ野球史上2人目の1イニング3盗塁を記録している（ライオン側の投手は、菊矢吉男。捕手は室井豊だった）。
ややプレーに粗雑な所が見受けられたようで、1938年秋季シーズンはチームメイトの寺内一隆に次ぐ、ワースト2位の打率.125を記録。また守備でも、三塁手だった時に度々暴投して、チームの敗戦につながる失策を喫した。失策に関しては、プロ野球公式戦開幕前の1936年4月5日に行われた、大東京軍にとって球団結成4試合目に当たる東京ガス（ノンプロ）との練習試合では9回表に2失策を喫した。この試合では大東京軍は8回まで7-6とリードしていたが、漆原の2失策と伴吉夫の6失策が祟り、一挙に9点取られて7-15と逆転負けした。その事で、激怒した球団代表の鈴木龍二によって監督の永井武雄が解任される事件も起こった（日本プロ野球史上初の監督解任。尚、永井はその後二度とプロ野球界に戻ることなく、2年後の1938年4月19日に中国北部郭里集で戦死した。）。野球評論家の竹中半平は自著で、漆原のプレー姿勢に対して酷評している。

## 詳細情報

### 年度別打撃成績
| 年 度     | 球 団      | 試 合 | 打 席 | 打 数 | 得 点 | 安 打 | 二 塁 打 | 三 塁 打 | 本 塁 打 | 塁 打 | 打 点 | 盗 塁 | 盗 塁 死 | 犠 打 | 犠 飛 | 四 球 | 敬 遠 | 死 球 | 三 振 | 併 殺 打 | 打 率 | 出 塁 率 | 長 打 率 | O P S |
| --------- | ---------- | ----- | ----- | ----- | ----- | ----- | -------- | -------- | -------- | ----- | ----- | ----- | -------- | ----- | ----- | ----- | ----- | ----- | ----- | -------- | ----- | -------- | -------- | ----- |
| 1936春夏  | 大東京     | 14    | 54    | 49    | 5     | 10    | 0        | 0        | 0        | 10    | 1     | 0     | --       | 1     | --    | 4     | --    | 0     | 7     | --       | .204  | .264     | .204     | .468  |
| 1936秋    | 大東京     | 26    | 92    | 76    | 11    | 12    | 1        | 0        | 0        | 13    | 4     | 1     | --       | 3     | --    | 10    | --    | 3     | 10    | --       | .158  | .281     | .171     | .452  |
| 1937春    | 大東京     | 23    | 64    | 57    | 4     | 12    | 1        | 0        | 0        | 13    | 4     | 3     | --       | 1     | --    | 6     | --    | 0     | 6     | --       | .211  | .286     | .228     | .514  |
| 1937春    | イーグルス | 11    | 40    | 35    | 3     | 9     | 3        | 0        | 0        | 12    | 2     | 2     | --       | 1     | --    | 4     | --    | 0     | 4     | --       | .257  | .333     | .343     | .676  |
| '37春計   | イーグルス | 34    | 104   | 92    | 7     | 21    | 4        | 0        | 0        | 25    | 6     | 5     | --       | 2     | --    | 10    | --    | 0     | 10    | --       | .228  | .304     | .272     | .576  |
| 1937秋    | イーグルス | 49    | 178   | 146   | 15    | 30    | 3        | 1        | 0        | 35    | 8     | 2     | --       | 9     | --    | 22    | --    | 1     | 35    | --       | .205  | .314     | .240     | .554  |
| 1938春    | イーグルス | 35    | 131   | 104   | 19    | 25    | 4        | 0        | 1        | 32    | 7     | 8     | --       | 6     | --    | 21    | --    | 0     | 12    | --       | .240  | .368     | .308     | .676  |
| 1938秋    | イーグルス | 39    | 128   | 112   | 6     | 14    | 0        | 0        | 1        | 17    | 8     | 2     | --       | 4     | --    | 11    | --    | 1     | 13    | --       | .125  | .210     | .152     | .362  |
| 1939      | イーグルス | 61    | 222   | 200   | 18    | 34    | 6        | 2        | 2        | 50    | 12    | 5     | --       | 1     | 1     | 20    | --    | 0     | 20    | --       | .170  | .244     | .250     | .494  |
| 1940      | 金鯱       | 56    | 200   | 178   | 14    | 33    | 5        | 0        | 0        | 38    | 11    | 4     | --       | 5     | 0     | 17    | --    | 0     | 23    | --       | .185  | .217     | .203     | .420  |
| 通算：5年 | 通算：5年  | 314   | 1109  | 957   | 95    | 179   | 23       | 3        | 4        | 220   | 57    | 27    | --       | 31    | 1     | 115   | --    | 5     | 130   | --       | .187  | .277     | .230     | .507  |

- 各年度の太字はリーグ最高

### 記録
初記録
- 初出場：1936年4月29日、対名古屋軍（甲子園球場）
- 初安打：1936年4月30日、対阪急軍（甲子園球場）、浅野勝三郎から
- 初本塁打：1938年9月23日、対東京セネタース（後楽園球場）、金子裕から

その他の記録
- 1イニング3盗塁：1938年6月1日、対ライオン軍（後楽園球場） ※プロ野球史上2人目

### 背番号
- 7 （1936年 - 1937年春途中）
- 26 （1937年春途中 - 1939年）
- 5 （1940年）